# .jm

Vlag van Jamaica

.jm is het achtervoegsel van domeinnamen van Jamaica.